# Cantó de Mayenne-Est
El cantó de Mayenne-Est era una divisió administrativa francesa del departament de Mayenne. Comptava amb 11 municipis i part del de Mayenne. Va desaparèixer el 2015.

## Municipis
- Aron
- La Bazoge-Montpinçon
- La Bazouge-des-Alleux
- Belgeard
- Commer
- Grazay
- Marcillé-la-Ville
- Martigné-sur-Mayenne
- Mayenne (part)
- Moulay
- Sacé
- Saint-Fraimbault-de-Prières

| Data d'elecció                           | Identitat                 | Partit              | Qualitat |
| ---------------------------------------- | ------------------------- | ------------------- | -------- |
| 1949-1974                                | Lucien de Montigny        | MRP, després CDP    |          |
| 1974-1979                                | M. Hubert                 | Divers droite       |          |
| 1979-1981                                | René Boullier de Branche  | UDF-PR              |          |
| 1981-1997                                | Michel Scheer             | UDF-PR              |          |
| 1997-2004                                | Yolande Scheer            | UDF-PR, després UMP |          |
| 2004-2011                                | Jean-Pierre Bernard-Hervé | PS                  |          |
| 2011-2015                                | Grégory Heurtebize        | Divers droite       |          |
| les dades anteriors no són pas conegudes |                           |                     |          |
|                                          |                           |                     |          |